# Noord-Duits voetbalkampioenschap 1912/13
In 1912/13 werd het achtste voetbalkampioenschap gespeeld dat georganiseerd werd door de Noord-Duitse voetbalbond. Eintracht Braunschweig werd kampioen, maar het was verdedigend landskampioen Holstein Kiel dat naar de eindronde om de Duitse landstitel ging. De club verloor in de halve finale van Duisburger SpV.

## Deelnemers aan de eindronde
| Club                      | Gekwalificeerd als          |
| ------------------------- | --------------------------- |
| FC Eintracht Braunschweig | Kampioen van Braunschweig   |
| SC Victoria Hamburg       | Kampioen van Hamburg-Altona |
| Hannoverscher FC 96       | Kampioen van Hannover       |
| FC Holstein Kiel          | Kampioen van Kiel           |
| Lübecker TS               | Vicekampioen van Lübeck     |
| Marine SC Wilhelmshaven   | Kampioen van Oldenburg      |

## Eindronde

### Kwartfinale
De wedstrijden werden op 16 en 24 maart gespeeld. 
|               |                     |       |                         |  |
| 20 april 1913 | Hannoverscher FC 96 | 6 - 1 | Marine SC Wilhelmshaven |  |
| 20 april 1913 |                     |       |                         |  |

|               |             |       |                  |  |
| 20 april 1913 | Lübecker TS | 1 – 6 | FV Holstein Kiel |  |
| 20 april 1913 |             |       |                  |  |

SC Victoria Hamburg zou het opnemen tegen de kampioen van Bremen, maar die competitie was nog niet voltooid toen de eindronde begon waardoor Victoria rechtstreeks naar de halve finale ging. Eintracht Braunschweig had een bye voor deze ronde. 

### Halve Finale
|             |                           |       |                     |  |
| 18 mei 1913 | FC Eintracht Braunschweig | 4 – 1 | Hannoverscher FC 96 |  |
| 18 mei 1913 |                           |       |                     |  |

|             |                  |       |                     |  |
| 18 mei 1913 | FV Holstein Kiel | 0 – 2 | SC Victoria Hamburg |  |
| 18 mei 1913 |                  |       |                     |  |

### Finale
|             |                     |       |                           |                           |
| 25 mei 1913 | SC Victoria Hamburg | 2 – 3 | FC Eintracht Braunschweig | Stadion Hoheluft, Hamburg |
| 25 mei 1913 |                     |       |                           | Stadion Hoheluft, Hamburg |